# Vipère à cornes
Cerastes cerastes
Espèce
Synonymes
- Coluber cerastes Linnaeus, 1758
- Cerastes cornutus Boulenger, 1896
- Cerastes cerastes mutila Domergue, 1901
- Cerastes cerastes karlhartli Sochurek, 1979

Statut de conservation UICN

 LC : Préoccupation mineure
Cerastes cerastes, la Vipère à cornes, est une espèce de serpents de la famille des Viperidae. C'est un serpent venimeux qui vit dans les déserts d'Afrique du Nord et du Moyen-Orient. Elle chasse à l'affût, généralement cachée sous le sable.

## Répartition
Cette espèce se rencontre en Mauritanie, au Maroc, en Algérie, au Mali, au Niger, en Namibie, en Tunisie, en Libye, en Égypte, en Palestine , en  Israël, en Jordanie, au Soudan, en Arabie saoudite et à Oman. Elle pourrait également être présente au Tchad[réf. nécessaire].

## Habitat
Elle fréquente les régions désertiques ou rocheuses : Sahel, Sahara ou Arabie.

## Description

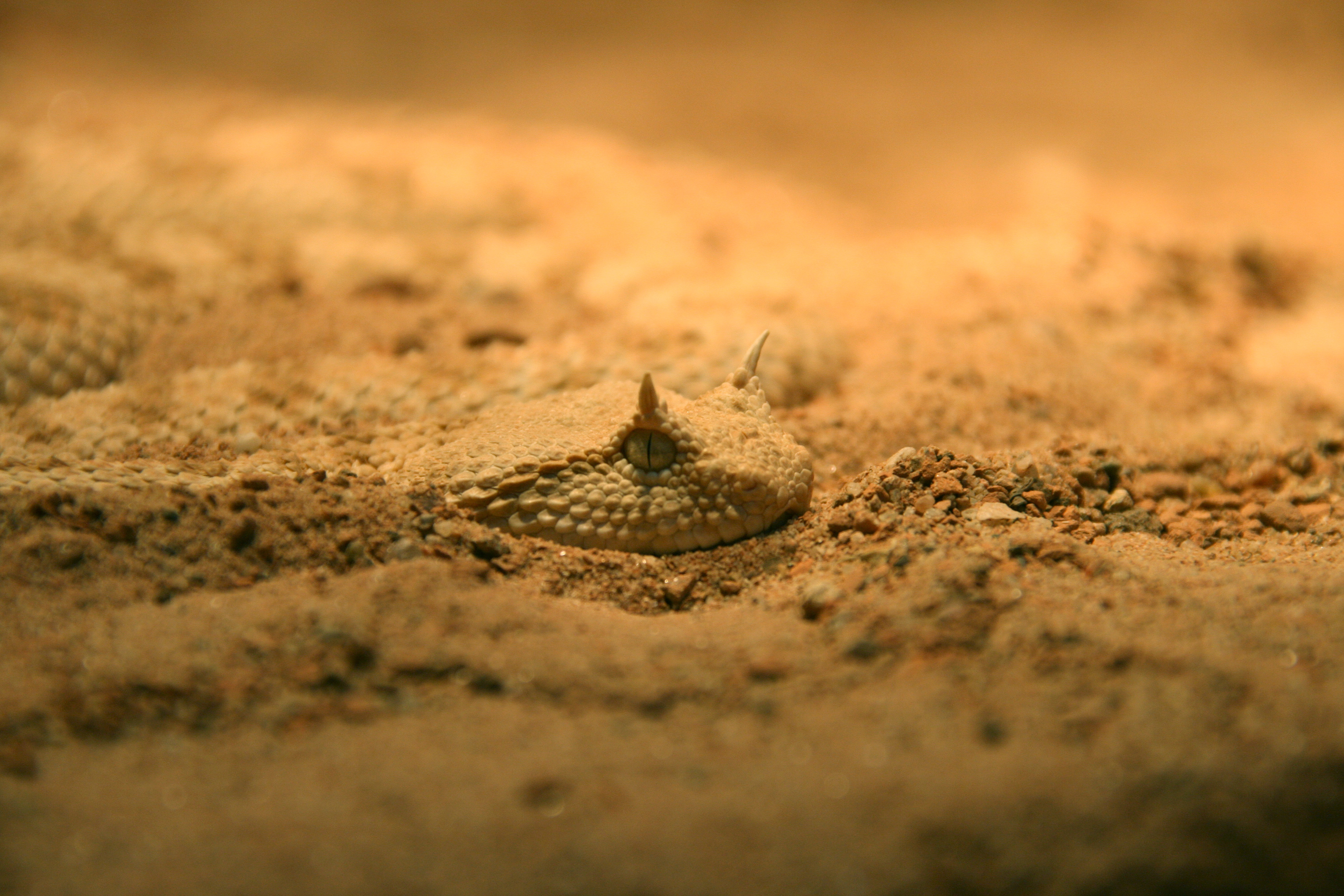
Les cornes de Cerastes cerastes.

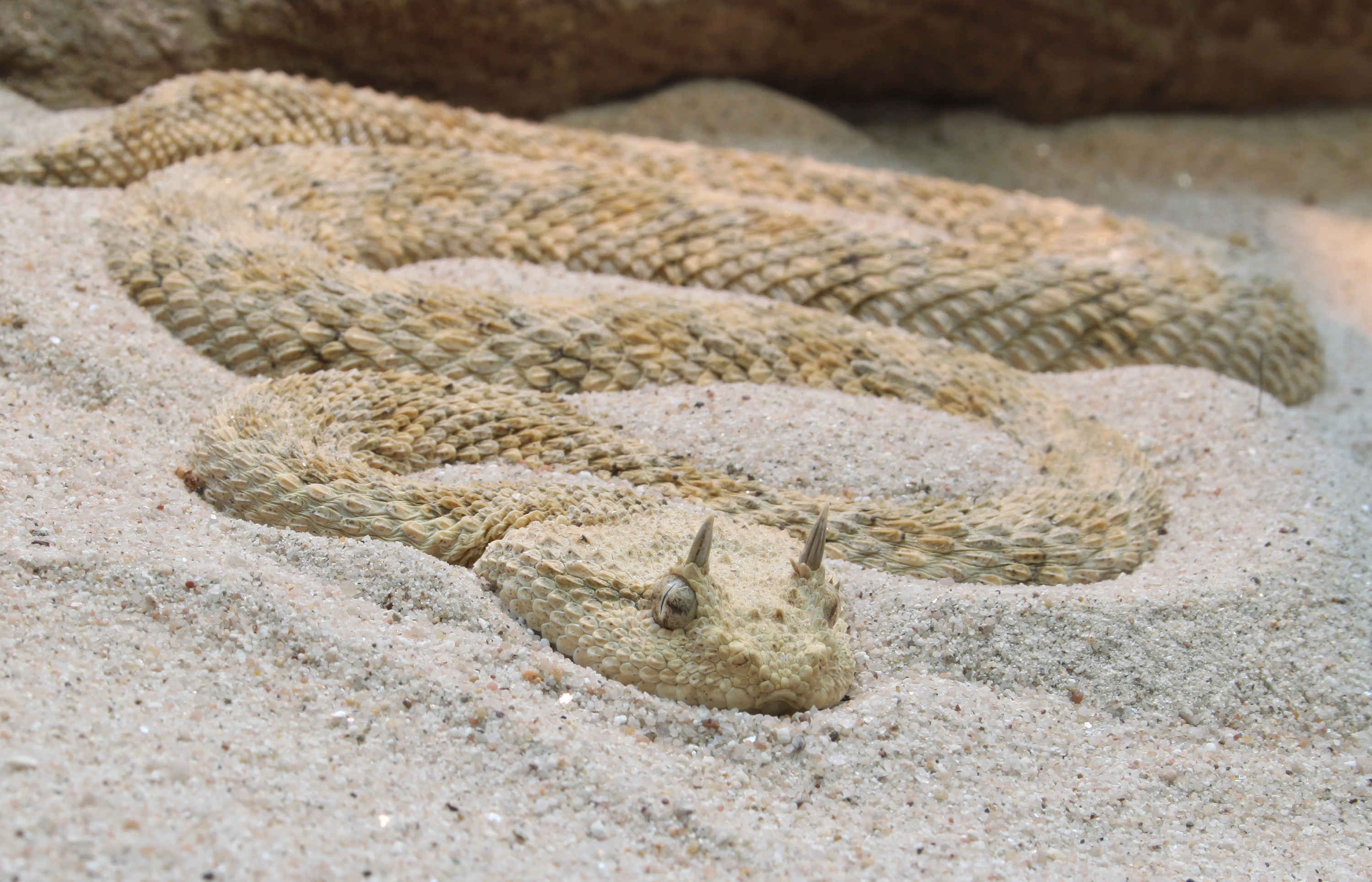
Cerastes cerastes

La vipère à cornes a une tête triangulaire très caractéristique qui se détache de son cou assez mince. Elle peut atteindre 80 cm de long, et peut vivre jusqu'à 10 ans. Elle se nourrit de petits rongeurs et de lézards. Elle est ovovivipare, et donne donc naissance à des petits vivants. Cette vipère doit son nom aux deux écailles dressées sur sa tête qui forment de petites cornes. Cependant, toutes les vipères à cornes n’en possèdent pas. Sa « robe » imite parfaitement les nuances du sable. Ce mimétisme va jusqu'à la couleur de ses iris.
Quand elle se déplace, elle provoque un petit crissement dû à ses plaques dorsales aérodynamiques. C’est cette particularité qui lui permet de se mouvoir à reculons. Il existe différents modes de reptation parmi les serpents. Elle possède deux modes de déplacement : l'un sinueux lui permet de progresser en toute discrétion, l'autre en pratiquant des bonds qui laissent dans le sable des traces en forme de S allongés et parallèles, lui permet de progresser à très vive allure (l'une des vitesses les plus élevées atteinte par un reptile malgré sa petite taille) sur le sable brulant ou d'escalader les dunes aux pentes abruptes. La vipère à cornes utilise aussi le déroulement latéral. En fait, le serpent procède par une succession de « pas » sur le côté. Si l'on observe les traces d'une vipère à cornes sur le sable, on peut constater que le tracé est discontinu. Cette vipère se déplace au hasard sur de grandes étendues. Ce type de déplacement est fréquent chez les espèces déserticoles. Les déplacements semblent liés aux conditions externes. À l'approche de l'hiver, les déplacements se réduisent puis le serpent finit par passer plusieurs mois enfoui pour hiverner.
Cette vipère meurt si la température dépasse 44 °C, ce qui est le cas au Sahara. Pour survivre pendant les périodes chaudes, elle s’enfouit dans le sable, ce qui lui permet de maintenir sa température interne à 34 °C. Elle ne laisse alors dépasser que ses yeux. L’été, elle opte pour une vie nocturne ; par contre, dès que l’hiver arrive, elle devient diurne. Sédentaire l’hiver, elle peut parcourir des kilomètres chaque nuit pendant la période chaude. L’eau est une denrée rare au Sahara. Le reptile se contente souvent de l’eau contenue dans le corps de ses proies.

## L'appareil venimeux

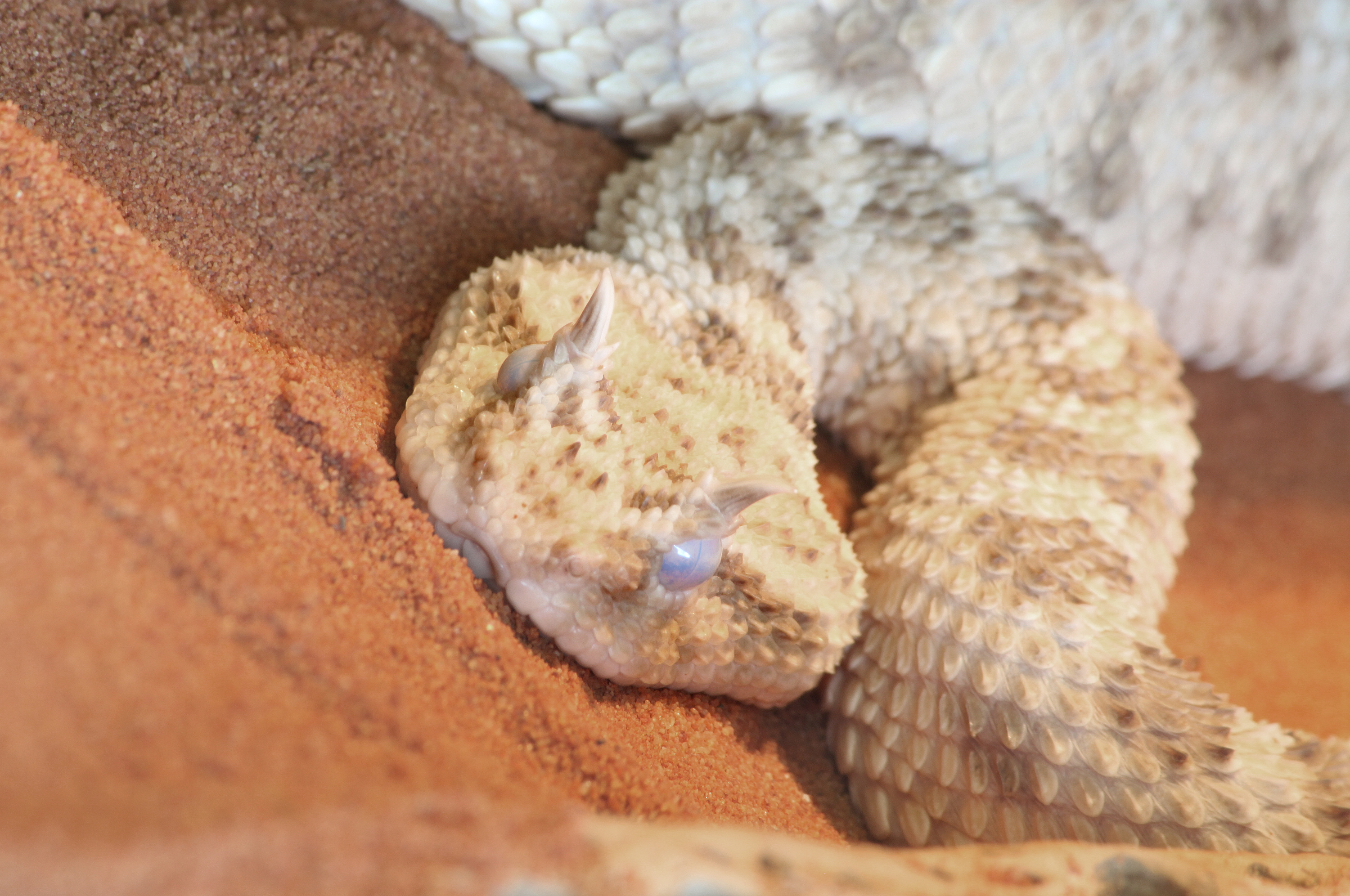
Cerastes cerastes

Les serpents sont répartis en quatre groupes selon leur denture.
La vipère à cornes possède une denture solénoglyphe. C'est le système d'injection du venin le plus élaboré.
Le crochet est une dent très longue, dont le canal d'injection est clos sur toute sa longueur (comme l'aiguille médicale). De plus, l'os maxillaire, auquel il se rattache, ainsi que sa dent de remplacement, est court et articulé à l'avant de la mâchoire.
Ces dispositions permettent une injection en profondeur mais également le repliement des crochets lorsqu'ils sont au repos.

## Liste des sous-espèces
Selon The Reptile Database (25 janvier 2014) :
- Cerastes cerastes cerastes (Linnaeus, 1758)
- Cerastes cerastes hoofieni Werner & Sivan, 1999, Sud-Ouest de la péninsule Arabique

## Étymologie
Le nom du genre ainsi que celui de l'espèce, cerastes, vient du grec keras signifiant « cornes », en référence aux excroissances sur la tête que présentent la plupart des membres de ce genre, dont cette espèce.
La sous-espèce Cerastes cerastes hoofieni est quant à elle nommée en l'honneur de Jacob Haim Hoofien (1913-1997), herpétologiste ayant étudié la faune de ces régions.

## Publications originales
- Linnaeus, 1758 : Systema naturae per regna tria naturae, secundum classes, ordines, genera, species, cum characteribus, differentiis, synonymis, locis, ed. 10 (texte intégral).
- Werner, Sivan, Kushnir & Motro, 1999 : A statistical approach to variation in Cerastes (Ophidia: Viperidae), with the description of two endemic subspecies. Kaupia Darmstaedter Beitraege zur Naturgeschichte, no 8, p. 83-97.